# Hongjun 1
Hongyun 1 (chinesisch 虹雲 · 武漢號 / 虹云 · 武汉号, Pinyin Hóngyún Wǔhàn Hào) ist ein chinesischer Technologieerprobungs- und Kommunikationssatellit.

## Beschreibung
Der von der Wuhaner Weltraumprojektentwicklung GmbH, einer Tochterfirma der China Aerospace Science and Industry Corporation, entwickelte Satellit wurde am 21. Dezember 2018 um 23:51 UTC mit einer Langer-Marsch-11-Trägerrakete vom Kosmodrom Jiuquan in eine niedrige, sonnensynchrone Umlaufbahn gebracht.
Die Bahn hat ein Apogäum von rund 1084 Kilometern und einer Neigung gegenüber dem Erdäquator von etwa 99,9 Grad. Für einen Erdumlauf braucht der Satellit auf dieser Bahn etwas über 106,5 Minuten. Der Satellit ist mit Ka-Band-Transpondern und mit einer phasengesteuerten Gruppenantenne für Millimeterwellen ausgerüstet. Er ist Testsatellit einer geplanten Satellitenkonstellation zur Bereitstellung von breitbandigen Internet- und vielfältigen Datenrelaisverbindungen, die auch Erdbeobachtungs- und Navigationsanwendungen unterstützen soll. Neben seiner Primärnutzast hat der Satellit eine AIS-System, ein System zum Empfang, zur Speicherung und zur Weiterleitung von Daten von Messbojen in den Weltmeeren und ein System zur Identifikation, Positions- und Flugverlaufsübermittlung von Flugzeugen (Automatic Dependent Surveillance – Broadcast, ADS-B) an Bord. Schließlich ist der Satellit auch noch mit einem Spektralbandthermometer ausgestattet.

## Weitere Satelliten
Ursprünglich sollten bis Ende 2020 vier Serien-Satelliten im Rahmen des Hongyun („Regenbogenwolke“) genannten Projekts gestartet werden, und als zweiten Schritt zusammen eine erste Testkonstellation bilden. Gegen 2022, etwa zur Hälfte des 14. Fünf-Jahres-Plans, der von 2021 bis 2025 läuft, sollten im Rahmen einer dritten Phase eine Ausbaustufe mit 156 aktiven Satelliten erreicht werden, die eine weltweite Abdeckung geboten hätten.
Dann nahm jedoch die Staatliche Kommission für Entwicklung und Reform am 20. April 2020 das Projekt eines satellitengestützten Internets in die Liste der zur Neuen Infrastruktur (新型基础设施建设, kurz 新基建) gehörenden Projekte auf, ein strategisches Konzept, das erstmals im Dezember 2018 auf der jährlichen, vom Zentralkomitee der Kommunistischen Partei Chinas und dem Staatsrat der Volksrepublik China gemeinsam abgehaltenen Arbeitstagung für zentrale Wirtschaftspolitik (中央经济工作会议) formuliert wurde.
Im September 2020 beantragte die chinesische Regierung bei der Internationalen Fernmeldeunion Frequenzen für ein Nationales Internet bzw. Guowang (国网). In dem Antrag waren 12.992 Satelliten spezifiziert, die sich in erdnahen Orbits von 500–1145 km Höhe mit Bahnneigungen zwischen 30° und 85° bewegen und mehrere Frequenzbänder nutzen sollten. Für den Betrieb der Konstellation, in die bereits existierende Satelliten der China Aerospace Science and Technology Corporation und der China Aerospace Science and Industry Corporation integriert werden sollen, wurde am 22. April 2021 mit Genehmigung des Staatsrats der Volksrepublik China erstmals seit 2003  ein neues Zentral Verwaltetes Unternehmen gegründet, die China Satellite Network Corporation. Als alleiniger Kapitalgeber fungierte die Kommission zur Kontrolle und Verwaltung von Staatsvermögen.